# Microvalgus elongatus
Microvalgus elongatus är en skalbaggsart som beskrevs av Thierry Bourgoin 1921. Microvalgus elongatus ingår i släktet Microvalgus och familjen Cetoniidae. Inga underarter finns listade i Catalogue of Life.